# Bermerain
Bermerain település Franciaországban, Nord megyében. Lakosainak száma 778 fő (2022. január 1.). Bermerain Vendegies-sur-Écaillon, Saint-Martin-sur-Écaillon, Sepmeries, Capelle, Escarmain és Ruesnes községekkel határos.

## Népesség
A település népességének változása:
| Lakosok száma | 684  | 707  | 723  | 723  | 730  | 736  | 739  | 763  | 778  |
|               | 2013 | 2015 | 2016 | 2017 | 2018 | 2019 | 2020 | 2021 | 2022 |